# Сундырка
Сундырка — река в Мариинско-Посадском районе Чувашии. Правый приток Волги.

## Физико-географическая характеристика
Длина реки 24 км, площадь водосборного бассейна — 155 км². Берёт начало в 3 км юго-восточнее деревни Большое Шигаево. Течёт на север через упомянутую деревню. Устье в городе Мариинский Посад на правом берегу Куйбышевского водохранилища.
Протекает по лесистой местности по угодьям сельхозпредприятий «Восток», «Дружба» и «Марпосадский». Имеет 10 притоков; основной приток Чёрная (левый). Средние сроки весеннего половодья 1-2 апреля, ледостава — 15-19 ноября.
В бассейне также расположены населённые пункты (от 300 чел.): Сотниково, Сутчево, Ящерино, Дубовка.

## Этимология
Слово «Сентер» происходит от горномарийского топонима «Шындыр» (Сундырь), которое состоит из слов «шын» — «река, водный источник»; «дыр» / «тыр» — «край, берег». Н. И. Золотницкий считает, что причиной возникновения данного названия послужила Сундырская гора (мар. Аламнер, Аралы курык) с древним марийским городищем, у подножия которой находилось село. Другой дореволюционный исследователь, С. М. Михайлов, приписывает названию «Сундырь» марийское происхождение от слова «шудерь» или «шидырь» — веретено. Такое толкование связано с распространением в старину на реке Сундырке небольших «веретенных» мельниц.
В Законе Чувашской Республики от 24.11.2004 № 37 «Об установлении границ муниципальных образований Чувашской Республики и наделении их статусом городского, сельского поселения, муниципального района и городского округа» река называется «Нижняя Сундырка» (имеется меньшая по размерам Верхняя Сундырка, протекает выше по течению Волги в западной части Мариинского Посада). Нижняя Сундырка упоминается в книге «Россия. Полное географическое описание» (СПб, 1901, т.6).

## Интересные факты
- Справа от устья расположена так называемая «Государева гора», где в 1763 году в ходе плавания по Волге по пути в Казань останавливалась императрица Екатерина II. Государыня была очарована прекрасными видами на приволжские ландшафты. В её честь местная знать устроила обед на горе, которую потом назвали Государевой[7][8].

## Данные водного реестра
По данным государственного водного реестра России относится к Верхневолжскому бассейновому округу, водохозяйственный участок реки — Волга от Чебоксарского гидроузла до города Казань, без рек Свияга и Цивиль, речной подбассейн реки — Волга от впадения Оки до Куйбышевского водохранилища (без бассейна Суры). Речной бассейн реки — (Верхняя) Волга до Куйбышевского водохранилища (без бассейна Оки).
Код водного объекта в государственном водном реестре — 08010400712112100000503.